# 치남파
치남파(스페인어: Chinampa, 나와틀어: chināmitl tʃiˈnaːmitɬ)란 멕시코 계곡의 얕은 호반에서 작고 직사각형 형태의 비옥한 농지에서 작물을 기르는 메소아메리카 농업 기법이다. 2018년 유엔은 치남파를 세계 중요 농업 유산 시스템으로 지정하였다.

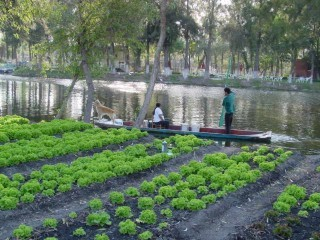
현대의 치남파

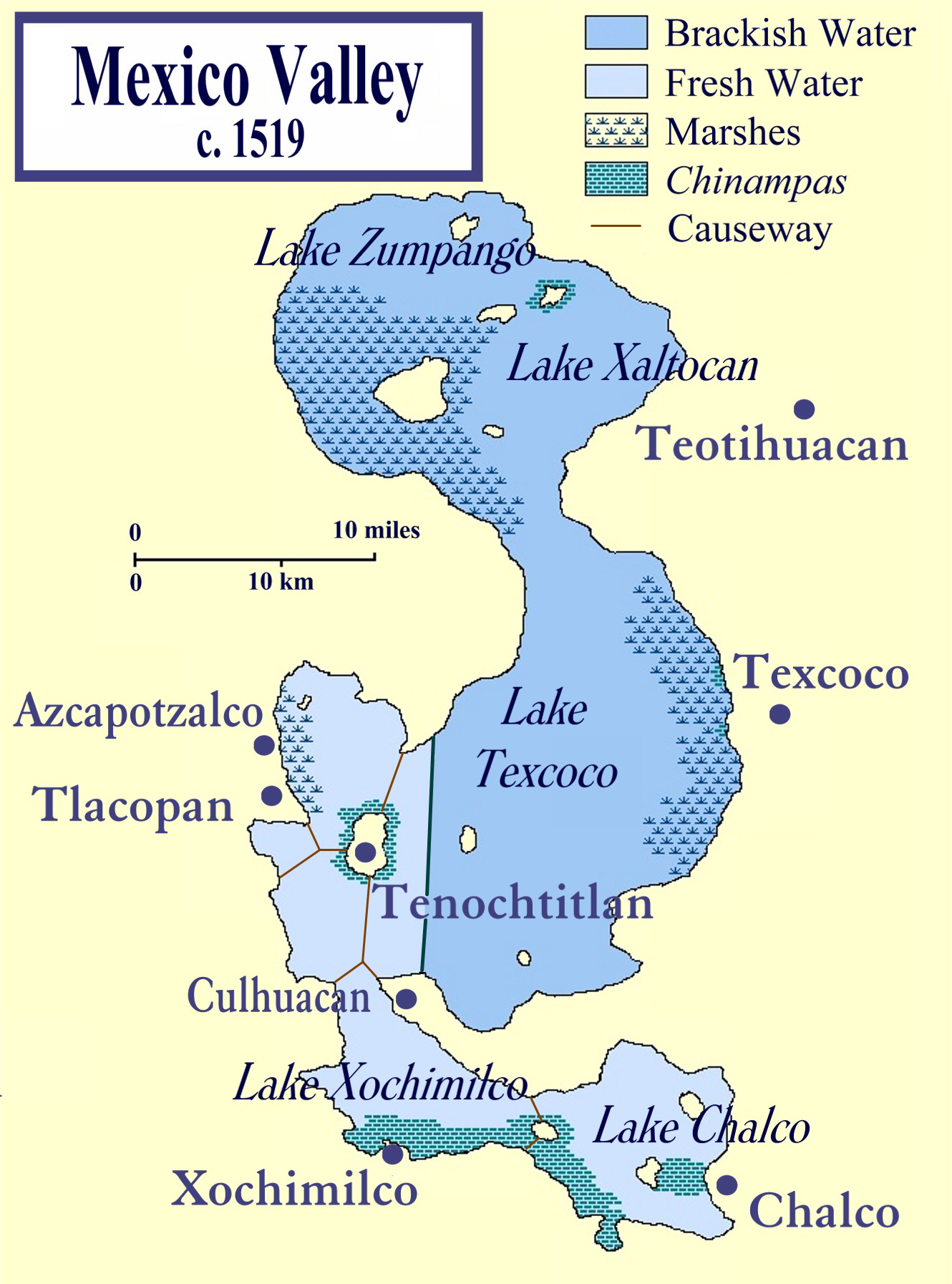
스페인이 아스텍을 점령할 당시 멕시코 계곡

치남파는 갈대와 말뚝을 엮어 짜 호수 수면 아래로 넣어 수중 울타리를 만든 다음, 인공 섬이 호수 수면 위로 나타날 때까지 진흙, 호수 퇴적물, 흙과 수초를 수중 울타리 내에 쌓아 만들어진다. 버드나무속 나무인 아웨쇼틀(나와틀어: āhuexōtl aːˈweːʃoːt͡ɬ, Salix bonplandiana) 낙우송속인 아웨웨틀(나와틀어: āhuēhuētl aːˈweːweːt͡ɬ, Taxodium mucronatum)을 치남파 가장자리에 심어 흙 유실을 막기도 하였다.
치남파는 인공 섬 건설뿐만 아니라 배수 시스템 또한 발달시켰다. 치남파 사이로 물과 퇴적물이 흐르도록 도랑을 팠다. 이렇듯 기다란 치남파 사이 파놓은 도랑은 강수와 상관없이 작물에게 지속적으로 관수를 할 수 있었다. 시간이 흐르면서 도랑에는 진흙이 쌓이는데, 이 진흙을 퍼올려 치남파 인공 섬 위에 쌓아올려 막힌 도랑을 뚫고 치남파에 흙을 보충하였다. 호수 밑바닥 흙 또한 영양분이 풍부해 치남파를 비옥하게 만드는 데 쓰였다. 엠바르카데로히메네스(Embarcadero-Jiménez)와 연구팀은 환경 인자와 토양의 미생물 다양성 사이 상관 관계를 연구하였는데, 치남파의 미생물 군집 구조는 퇴적물과 토양 사이 이동 시스템이며, 치남파 토양에서 자라는 작물의 근권과 S-사이클, 철 산화 박테리아 사이 흥미로운 군집이 발견되었다고 하였다.
멕시코의 알테페틀이던 쿨우아칸의 17세기 후반 경 유서들에 따르면 치남파는 약 1.67m인 마틀(matl)이라는 단위로 측정되었고, 7개를 하나로 묶어서 세었던 것으로 보인다. 베르가라 문서(Codex Vergara)를 이용한 연구에서는 치남파 면적을 30 m × 2.5 m 단위로 측정하였다는 결과가 나왔다. 테노치티틀란에서는 치남파의 크기가 90 m × 5 m에서, 90 m × 10 m에 이르렀다. 텍스코코호와 소치밀코호를 가르던 이스타팔라파 반도 남쪽에 있던 쿨우아칸은 기원후 1100년대에 최초의 치남파를 만들었다.

## 역사

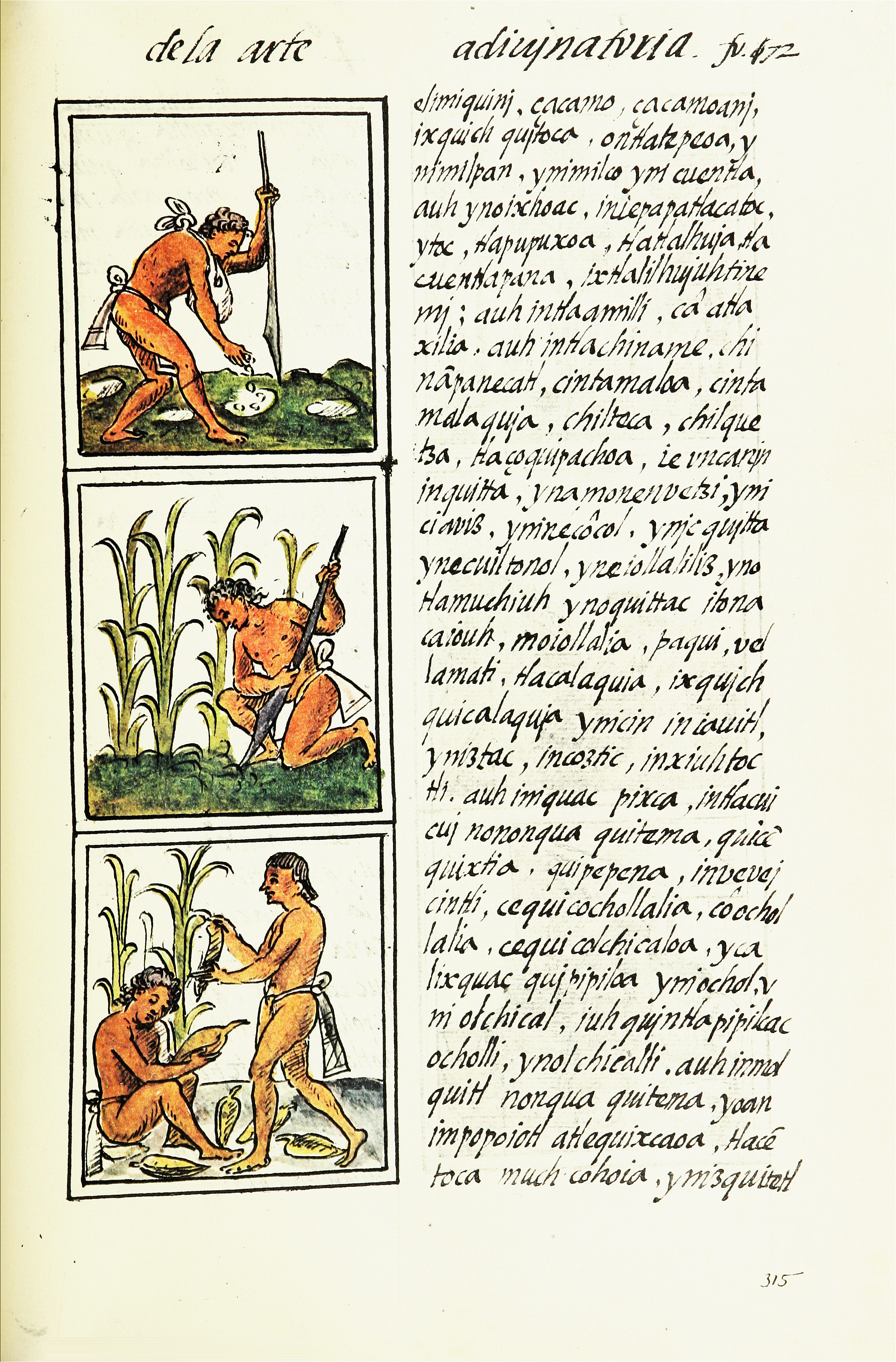
플로렌스 문서에 기록된 윅틀리를 이용한 아즈텍 옥수수 농업

치남파는 소치밀코호와 찰코호의 남쪽 기슭 근처 샘에서 주로 활용되었다. 아즈텍 제국은 이 지역에 대한 군사 정복을 감행했는데, 치남파 확장을 위해 이러한 정복 활동을 벌였다고 주장하는 가설이 있다. 이 가설은 제국이 치수(治水)를 통해 권력을 유지한다는 수력제국 이론과 관련이 있다. 또한 치남파를 건설하고 관리하기 위한 인력과 자재에 아즈텍 제국이 직접 개입했다는 근거가 있다. 하지만 치남파를 국가가 직접 통제했다는 이론은 호수의 수위를 조절하고 텍스코코호의 소금물이 치남파 농업 지역으로 흘러들어가는 것을 막기 위해 제방이 필요했다는 가설에 의존한다. 이 가설은 그럴듯하지만 치남파가 제방 건설 이전에도 제대로 농사가 되었다는 근거가 있다. 이는 제방이 치남파 농업의 규모를 키우기 위해 건설되었다는 것을 의미한다.
또한 치남파 농장은 테노치티틀란을 주변을 둘러쌌으며, 점점 확장되었다. 텍스코코호 동쪽 기슭의 섬에 위치한 도시국가 샬토칸 인근에도 소규모 치남파 농장이 존재했다는 사실이 확인되었다. 스페인 제국이 멕시코를 정복한 후 호수에 댐과 수문을 건설하면서 많은 치남파 농장은 버려졌지만, 많은 호수 기슭 마을이 식민 통치 시기가 끝날 때까지 고유의 치남파 농업 기법을 유지하였다.

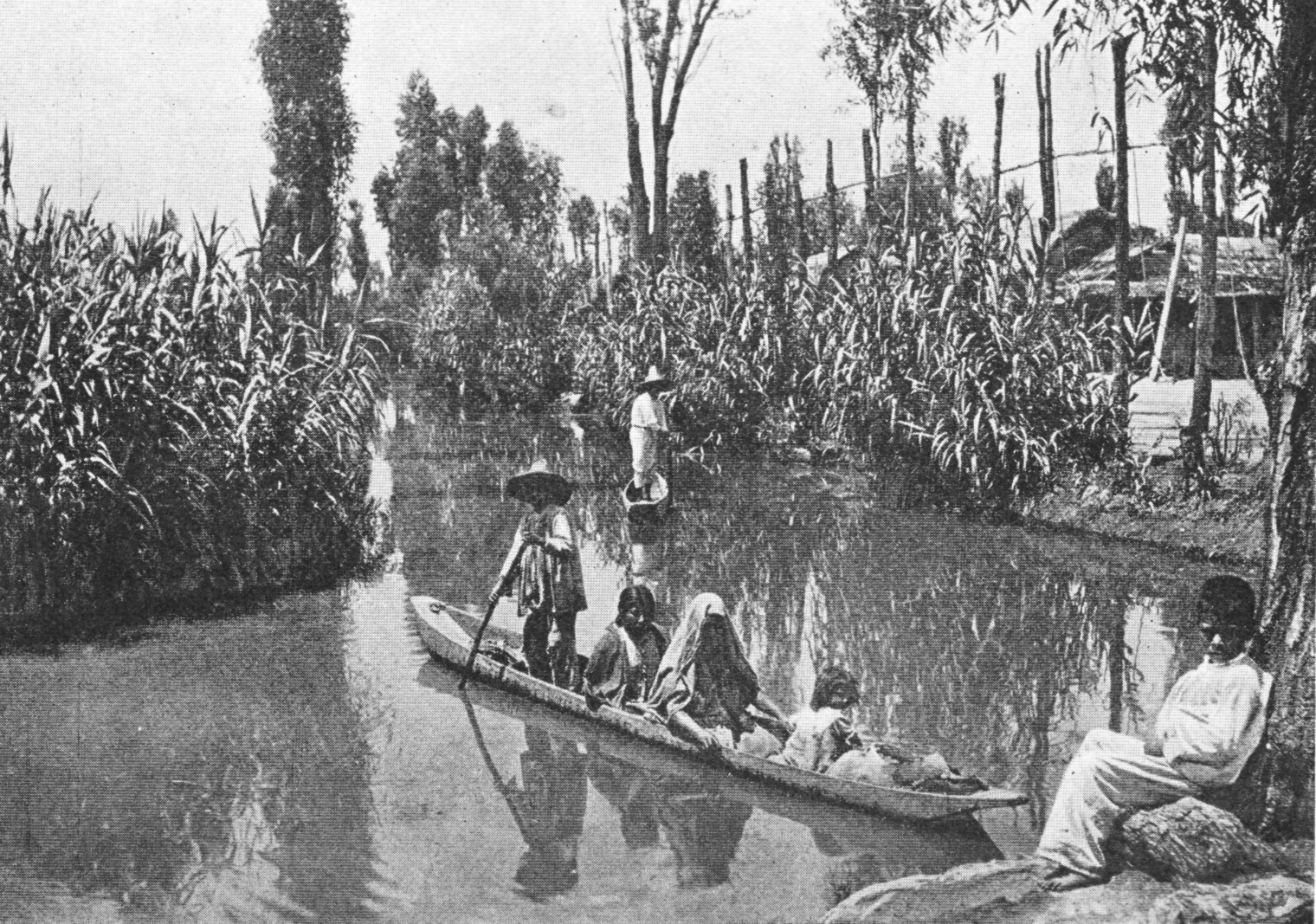
치남파와 운하, 1912년

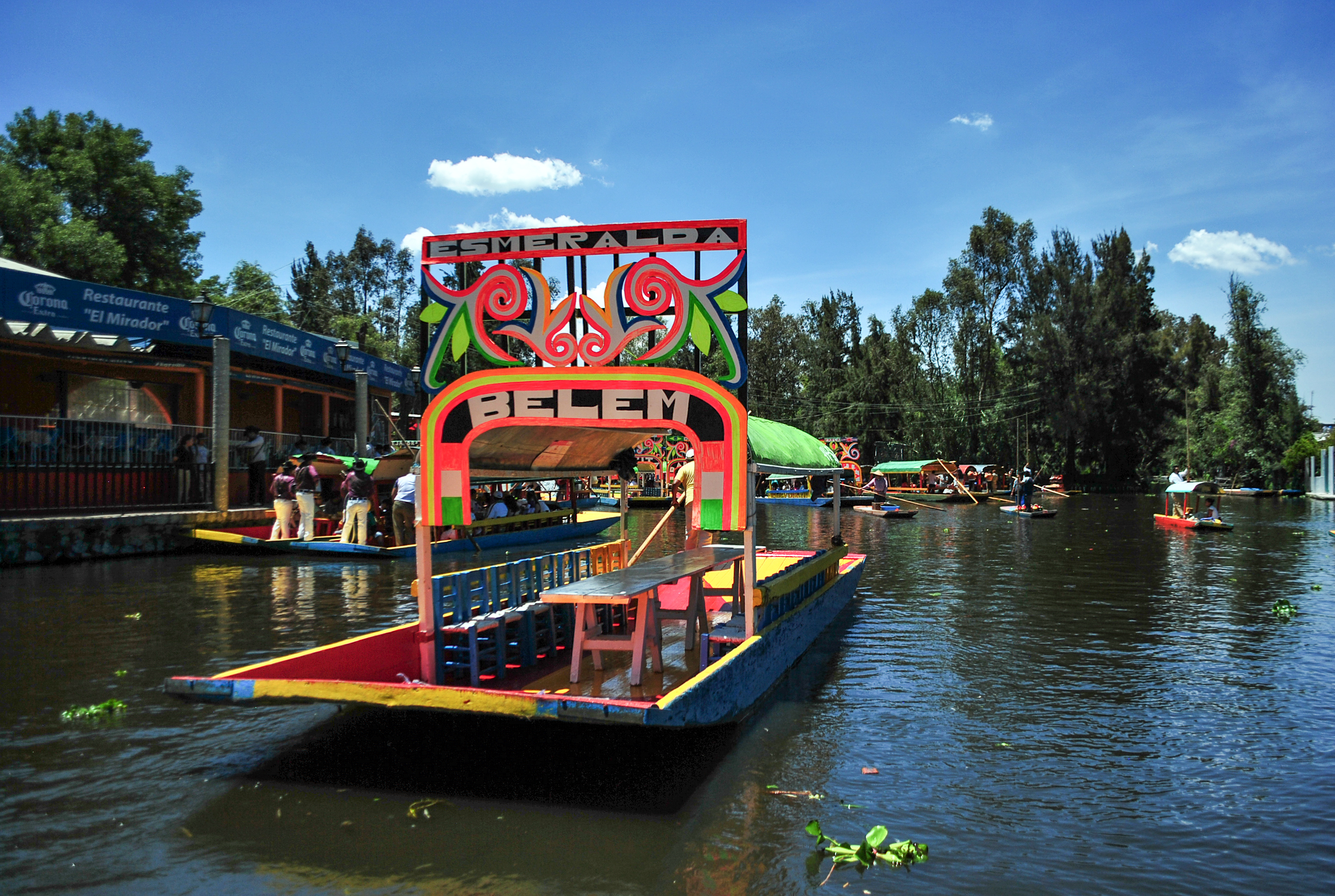
소치밀코의 트라히네라(Trajinera) 관광 보트

아즈텍 제국이 1325년 테노치티틀란섬 위에서 건립된 이후, 도심 성장은 토지 부족 문제를 불러왔다. 제국이 확대되면서 식량 요구량 또한 늘어났고, 이를 해결하기 위해 다른 땅을 정복하거나 치남파를 확장하였다. 치남파가 확장되면 확장될수록 치남파는 아즈텍의 주요 식량 공급원이 되었다. 아즈텍 제국 기록에 따르면 치남파 농부가 바치던 공물은 비교적 적었는데, 이는 1년동안 공물로 바쳐야 할 양이 주민들이 소비하는 양의 소량만이었기 때문이다. 테노치티틀란이 식량을 어느 정도 치남파에 의존했는지는 여러 연구 주제가 되었다.
치남파에 기르던 주요한 작물로는 옥수수, 콩, 호박, 비름, 토마토, 고추와 꽃이다. 옥수수는 윅틀리(나와틀어: huictli wikt͡ɬi)라는 나무 농기구를 이용해 심었다.
스페인어 치남파(chinampa)라는 단어는 나와어 치나미틀(chināmitl)에서 유래하였다. 식민 통치 시기 스페인인들은 카메요네스(스페인어: camellones)라는 단어를 사용했다. 하지만 프란치스코회 소속 탁발수도사 후안 데 토르케마다는 나와어에서 유래된 치남파라는 단어를 쓰며 "('인도인'들은) 별다른 문제 없이 옥수수와 채소를 치남파라고 불리는 두둑에 심고 수확하며, 이는 물 위에 만들고 도랑으로 둘러쌓아놓아 따로 물 줄 필요를 없게 만든 좁은 땅덩어리이다"라는 기록을 남겼다.
치남파는 베르가라 문서(Codex Vergara), 웁살라(Uppsala) 지도라 불리는 산타마리아아순시온 문서(Codex Santa María Asunción), 그리고 아스카포찰코(Azcapotzalco)의 마게이 도면(Maguey Plan) 등 여러 아즈텍 문서에 묘사되어 있다. 나와어를 로마자로 기록한 16세기 후반 문서 쿨우아칸의 유언장(The Testaments of Culhuacan)에는 치남파를 사유 재산으로서 후손들에게 물려준다고 작성된 수많은 유언장이 존재한다.

## 현대

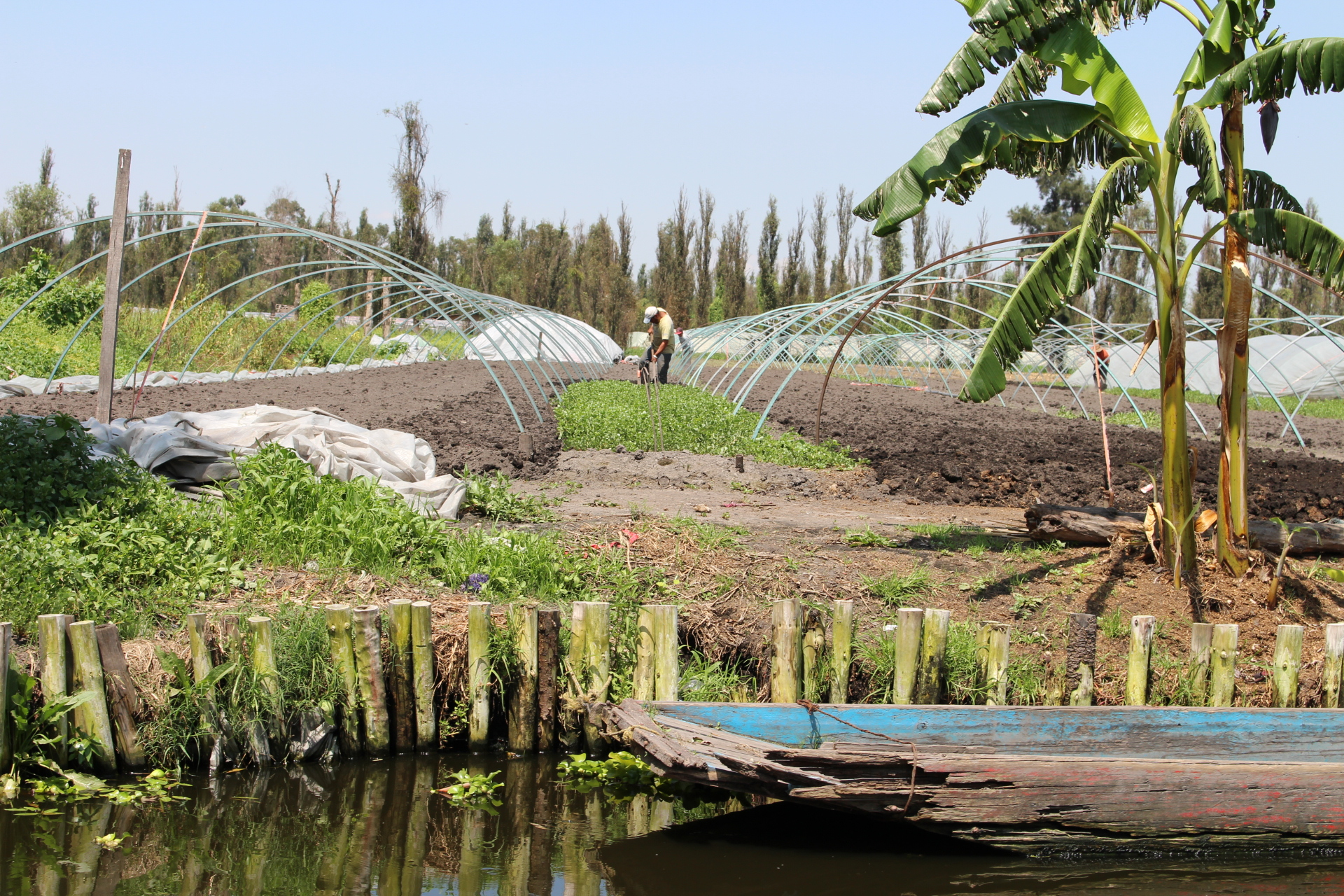
현대 치남파의 대표적인 예시

1998년을 기준으로 치남파는 소치밀코 동쪽에 있는 작은 마을인 산그레고리오(San Gregorio), 산루이스(San Luis), 틀라우악의 산안드레스미스킥에 보존되어 있었다. 많은 치남파가 식민 통치 시대 이전부터 스페인 정복 이후에 만들어지고 관리되어 왔지만, 아직도 많은 치남파 농지가 존재하며 농업에 쓰이고 있다.

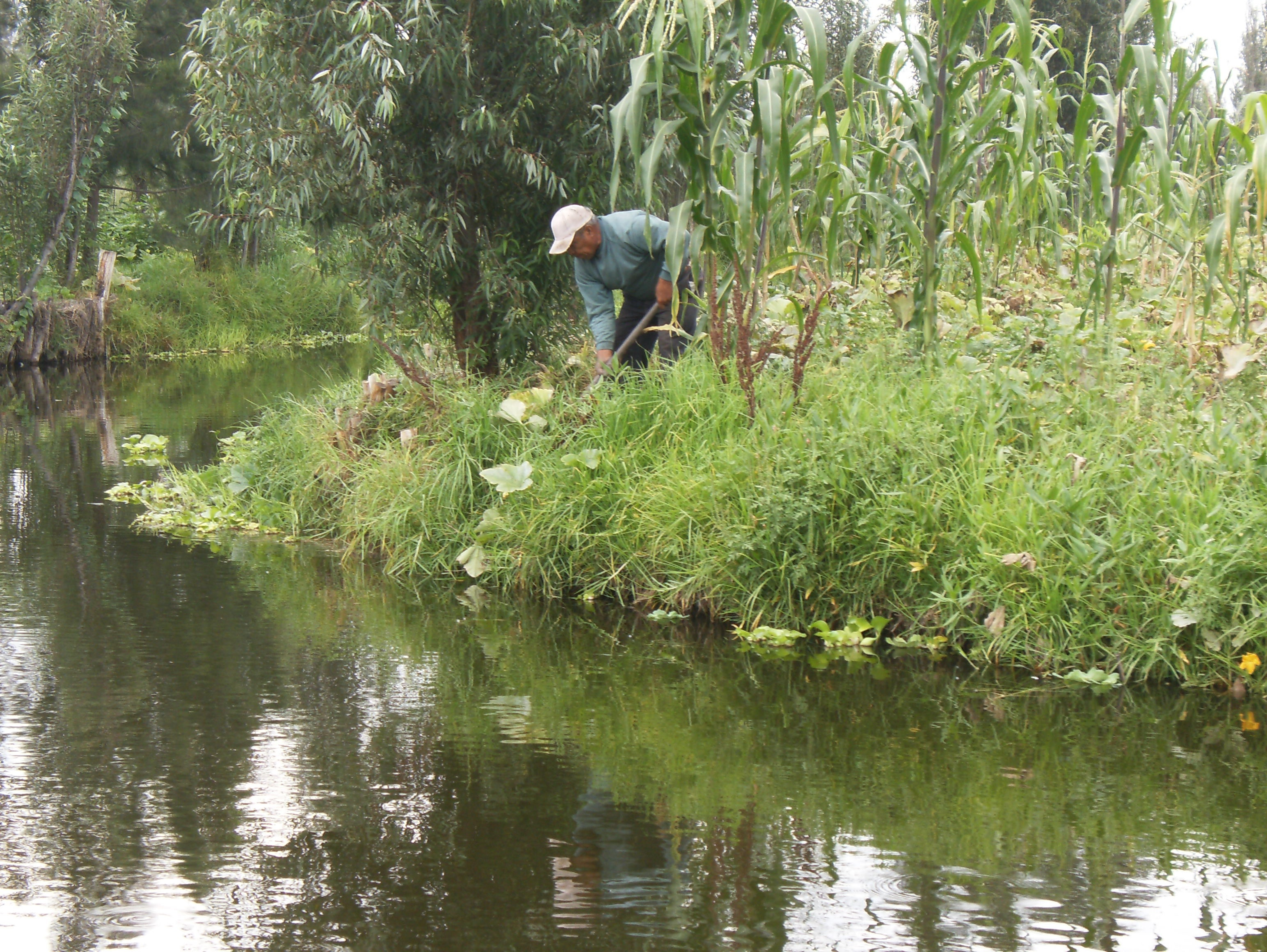
소치밀코에 현존하는 치남파

현존하는 많은 치남파에는 농부들이 잡초를 그냥 자라도록 놔두곤 한다. 몇몇 농부들은 전통적인 방식대로 치남파 사이 운하와 도랑에서 카누를 타고 농지에 가지만, 많은 농부들이 손수레와 자전거를 이용한다. 산그레고리오나 산루이스 지역의 몇몇 치남파는 운하와 도랑을 일부러 흙으로 매립하였다. 이렇게 운하가 없어지면 여러 치남파는 자연스럽게 하나로 합쳐진다. 전통적인 방식은 아니지만, 치남파를 방목지로 사용하는 경우도 있다.
주변에 운하가 아직 남아있든 매립했든간에 오늘날 치남파에서는 상추, 고수, 시금치, 근대(chard), 호박, 파슬리, 꽃양배추, 셀러리, 박하, 쪽파, 로즈메리, 옥수수, 무 등을 재배한다. 소스를 만들기 위한 켈리테(quelite)와 킨토닐(quintonil, 비름의 일종)을 키우기도 한다. 전통을 따라 꽃 또한 키운다. 오늘날 몇몇 치남파는 관광 명소화 되었다.

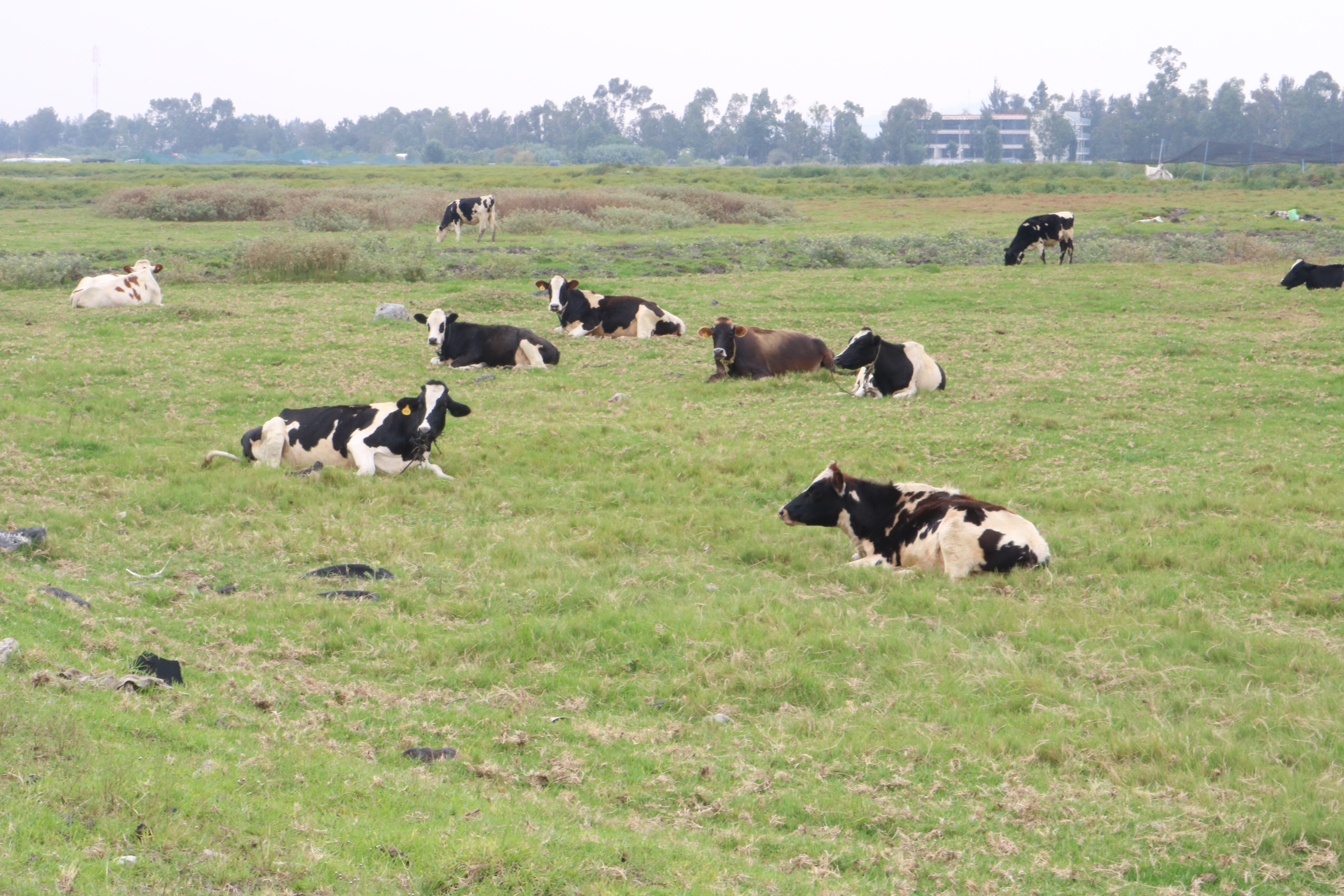
운하와 도랑을 매립한 치남파에서 소를 방목하는 모습

### 한계와 도전
스페인 제국의 멕시코 정복 이후 스페인은 소치밀코호를 비롯한 많은 호수를 매립하였으며 이로 인해 치남파 농업이 가능한 농지 면적이 줄어들었다. 1985년에는 지진으로 인해 많은 운하가 손상되었다. 오늘날 치남파를 위협하는 요소로는 물 공급 제한, 농약 이용, 기후 위기, 스프롤 현상, 유독성 폐기물과 처리되지 않은 하수로 인한 수질 오염 등이 있다.
1970년대 멕시코에서는 촌탈 마야인에게 치남파 개발을 시도했지만, 기술자들이 촌탈인들의 이해를 맞춰주기 위해 목표를 수정하면서 실패하였다.

## 같이 보기
- 남방초목상(영어판)
- 수경 재배
- 수산양식
- 와루와루(영어판)